# Vitoria-Gasteiz
Vitoria-Gasteiz (spanska: Vitoria [biˈtoɾja], baskiska: Gasteiz [ɣas̺teis̻]) är en stad och kommun i den autonoma regionen Baskien i norra Spanien. Staden ligger cirka 283 kilometer nordost om Madrid. Vitoria-Gasteiz är centralort i provinsen Álava samt i regionen Baskien. Kommunen har 257 968 invånare (2024), på en yta av 276,98 km².
Slaget vid Vitoria under spanska självständighetskriget utspelade sig nära staden.

## Ekonomi
Vitoria-Gasteiz' ekonomi är skiftande, och staden har flera industrier, bland annat Mercedes-Benz, Michelin och Heraclio Fournier. Heraclio har också sitt huvudkontor i staden. Staden är näst högst rankad på Spaniens levnadsstandardlista och har mest antal grönområden och kulturplatser per capita. Vitoria-Gasteiz var Europas miljöhuvudstad 2012.

## Kultur

### Musik
Vitoria-Gasteiz har två årliga internationella musikfestivaler:
- International Vitoria-Gasteiz Jazz Festival
- Azkena Rock Festival

### Lokala firanden
Fiesta de la Blanca är en festival som firas varje år från 4 till 9 augusti för att hedra stadens skyddshelgon, "Santa Maria de la Virgen Blanca. På torget "la Blanca", dess rätta namn är Plaza de Indenpendencia, samlas tusentals människor den första dagen på fiestan för att hälsa den mytiska figuren Celedon välkommen till staden. Hängande från en kabel, spänd högt över torget, åker en docka flygande med ett paraply. Då utbryter ett vrål och alla börjar sjunga Celedonsången och öppnar sina flaskor med Cava och sprutar mousserande vin över alla som kommer i vägen. Sången är enkel och påminner om en barnvisa. Fritt översatt - "Celedon har byggt ett nytt hus, Celedon, med fönster och balkong." Festivalen har bland annat aktiviteter och gratis utomhuskonserter.

## Sport
Fotbollslaget Deportivo Alavés spelar i La Liga och har Estadio Mendizorrotza som hemmaarena. Basketlaget Saski Baskonia spelar i Liga ACB, på Fernando Buesa Arena.

## Vänorter
Vitoria-Gasteiz har följande vänorter:
- Angoulême, Frankrike (1967)
- Vitória, Brasilien (1977)
- Victoria, Texas, USA (1984)
- Kutaisi, Georgien (1986)
- al-Kawira, Västsahara (1990)
- Cogo, Ekvatorialguinea (1990)
- Anaheim, Kalifornien, USA (1998)
- Ibagué, Colombia (2013)
- Asunción, Paraguay (2014)